# آرچو (داغستان)
آرچو (به لاتین: Archo) یک منطقهٔ مسکونی در روسیه است که در داغستان واقع شده‌است.